# مسجد تلک‌آباد
مسجد تلک آباد مربوط به دوره ایلخانی است و در شهرستان اردستان، روستای تلک آباد واقع شده و این اثر در تاریخ ۶ اسفند ۱۳۸۵ با شمارهٔ ثبت ۱۷۴۶۸ به‌عنوان یکی از آثار ملی ایران به ثبت رسیده است.